# Tegal Sari (Mesuji Makmur)
Tegal Sari is een bestuurslaag in het regentschap Ogan Komering Ilir van de provincie Zuid-Sumatra, Indonesië. Tegal Sari telt 3054 inwoners (volkstelling 2010).